# Rosa Chemical
 (avril 2023).
La mise en forme du texte ne suit pas les recommandations de Wikipédia : il faut le « wikifier ».
Les points d'amélioration suivants sont les cas les plus fréquents. Le détail des points à revoir est peut-être précisé sur la page de discussion.
- Les titres sont pré-formatés par le logiciel. Ils ne sont ni en capitales, ni en gras.
- Le texte ne doit pas être écrit en capitales (les noms de famille non plus), ni en gras, ni en italique, ni en « petit »…
- Le gras n'est utilisé que pour surligner le titre de l'article dans l'introduction, une seule fois.
- L'italique est rarement utilisé : mots en langue étrangère, titres d'œuvres, noms de bateaux, etc.
- Les citations ne sont pas en italique mais en corps de texte normal. Elles sont entourées par des guillemets français : « et ».
- Les listes à puces sont à éviter, des paragraphes rédigés étant largement préférés. Les tableaux sont à réserver à la présentation de données structurées (résultats, etc.).
- Les appels de note de bas de page (petits chiffres en exposant, introduits par l'outil «  Source ») sont à placer entre la fin de phrase et le point final[comme ça].
- Les liens internes (vers d'autres articles de Wikipédia) sont à choisir avec parcimonie. Créez des liens vers des articles approfondissant le sujet. Les termes génériques sans rapport avec le sujet sont à éviter, ainsi que les répétitions de liens vers un même terme.
- Les liens externes sont à placer uniquement dans une section « Liens externes », à la fin de l'article. Ces liens sont à choisir avec parcimonie suivant les règles définies. Si un lien sert de source à l'article, son insertion dans le texte est à faire par les notes de bas de page.
- La présentation des références doit suivre les conventions bibliographiques. Il est recommandé d'utiliser les modèles {{Ouvrage}}, {{Chapitre}}, {{Article}}, {{Lien web}} et/ou {{Bibliographie}}. Le mode d'édition visuel peut mettre en forme automatiquement les références.
- Insérer une infobox (cadre d'informations à droite) n'est pas obligatoire pour parachever la mise en page.

Pour une aide détaillée, merci de consulter Aide:Wikification.
Si vous pensez que ces points ont été résolus, vous pouvez retirer ce bandeau et améliorer la mise en forme d'un autre article.
Rosa Chemical, de son vrai nom Manuel Franco Rocati, né à Rivoli le 30 janvier 1998, est un rappeur italien.

## Biographie
Manuel Franco Rocati est né à Rivoli et a grandi à Alpignano, dans la province de Turin. Le pseudonyme Rosa Chemical qu'il utilise est l'union des termes Rosa, un hommage à sa mère et Chemical au groupe My Chemical Romance,. Sa carrière musicale a débuté avec la sortie du single Kournikova en 2018. Il fut mannequin pour la marque de mode italienne Gucci la même année,. Avant de s'intéresser à la musique hip hop, il était graffeur, comme visible dans l'émission Yo! MTV Raps. En février 2019, il a commencé à collaborer avec Greg Willen, sortant le single Rovesciata et en mars, il a sorti son premier album Okay Okay ! !. Après la sortie du premier album, Rosa sortira deux singles : Long Neck, fruit de la collaboration avec Taxi B et Greg Willen et Let's do it . Il collaborera sur le premier album de FSK Satellite, en juillet 2019, avec la chanson 4L  .
Rosa Chemical revient en septembre de la même année, sortant le single Tik Tok le 5 du mois, fruit de sa collaboration avec Radical, atteignant le classement Viral 50 de Spotify Italia fin septembre,. En 2020, précisément le 17 janvier, il sort le single Alieno en collaboration avec UncleBac, le 6 mars de la même année il sort le single POLKA , le 28 mai il sort son deuxième album, intitulé Forever, précédé de deux singles : LOBBY WAY et BOHEME, en vedette sur l'album.
Le 18 février 2021, il sort le single britney ;-) en collaboration avec MamboLosco et Radical et le 25 mars de la même année, à travers des indices sur sa page Instagram, il annonce la sortie de l'album Forever And Ever, un repack de l'album Forever avec l'ajout de cinq nouveaux morceaux, y compris britney ;-) . Les nouveaux morceaux ne sont no love :-) et polka 2 :-/ avec Gué Pequeno et Ernia, life :-[ et fantasmi ;-(.
Le 4 février 2022, il est l'invité de la soirée de reprises du Festival de Sanremo, où il interprète un réarrangement de la chanson A far l'amore comincia tu de Raffaella Carrà avec le chanteur Tananai, intitulé Comincia tu . Le 9 juin 2022 il publie la vidéo du troisième chapitre de Polka, cette fois seul.
Le 4 décembre 2022, il est annoncé au casting du Festival de Sanremo 2023 .

## Discographie

### Album
- 2020 – Forever

### EP
- 2015 – Caos Calmo (come Ekios, feat. Nover)
- 2019 – Okay Okay!!

### Mixtape
- 2015 – Paranoise Mixtape (come Kranyo)

### Singles
- 2015 – Latte + (come Kranyo)
- 2016 – C.A.S (come Kranio, feat. Thetesto)
- 2017 – Acqua Panna
- 2018 – Punk 'a Piana
- 2018 – Lil Peep
- 2018 – Rosa Chemical
- 2018 – Kournikova
- 2019 – Dovreicomprarmiunacollanacomeimigos
- 2019 – Rovesciata (prod. Greg Willen)
- 2019 – Long Neck (prod. Greg Willen, feat. Taxi B)
- 2019 – Facciamolo (prod. Greg Willen)
- 2019 – Scolapasta (prod. Greg Willen)
- 2019 – Pantone 17-3930
- 2019 – Fatass
- 2019 – Tik Tok (feat. Radical)
- 2020 – Alieno (prod. UncleBac)
- 2020 – Polka (prod. Greg Willen, feat. Thelonious B.)
- 2020 – Lobby Way
- 2020 – Boheme
- 2021 – Britney (feat. Radical & MamboLosco)
- 2022 – Polka 3
- 2022 – Non è normale
- 2023 – Made in Italy